# Bruno Capacci
Bruno Ruggero Lioniero Capacci (Venezia, 1° settembre 1906 – Uccle, 1996) è stato un poeta, pittore e ceramista italiano.

## Biografia
Bruno Capacci studia all'Accademia di Belle Arti di Venezia e successivamente all'Accademia di Belle Arti e Liceo Artistico di Firenze.
Dopo aver vissuto per qualche anno a New York, nel 1930 si trasferisce a Parigi, dove entra a far parte del gruppo di "Les Italiens de Paris" e conosce anche la sua futura moglie, l'artista belga Suzanne Van Damme.
Nel 1939 si trasferisce a Bruxelles , coltivando poi una serie di amicizie importanti con Paul Eluard, Louis Scutenaire, André Breton, Marcel Duchamp, Jean Cocteau, Federico Fellini, Jean Paulhan ed altri.
Aderisce alla teorica del surrealismo, venendo invitato da Andrè Breton a partecipare nel 1947 alla Mostra Internazionale del Surrealismo alla Galerie Maeght di Parigi.
Dopo la guerra si trasferisce a Firenze, e negli anni sessanta la sua pittura declina verso moduli stilistici astratti.
Oltre alla pittura Capacci si cimenta nell'arte della ceramica, realizzando piatti prodotti da Haviland a Limoges, Christofle a Parigi e Rosenthal in Germania. Realizza lavori anche con il marmo e il mosaico, creando pannelli che traggono ispirazione dall'antica arte etrusca e bizantina.
Nel 1970 ritorna a Bruxelles.